# Ignazio Moncada (politico)
Ignazio Moncada Aragona La Cerda (Palermo, 19 ottobre 1619 – Termini Imerese, 8 novembre 1689) è stato un nobile e politico italiano.

## Biografia
Nacque a Palermo il 19 ottobre 1619, da Antonio, IV principe di Paternò,  e dalla nobildonna spagnola Juana de la Cerda y de la Cueva dei Duchi di Medinaceli, di cui era l'ultimo di quattro figli. Nel 1637 sposò Anna Maria Gaetani Saccano, figlia di Pietro, principe del Cassaro, e dall'unione nacquero sei figli.
Fratello minore di Luigi Guglielmo, V principe di Paternò, fu governatore delle Fiandre, e governatore della Compagnia della Pace di Palermo nel 1679. Morì a Termini Imerese, l'8 novembre 1689, all'età di 70 anni.

### Matrimoni e discendenza
Ignazio Moncada Aragona La Cerda, nobile dei principi di Paternò, dal suo matrimonio con Anna Maria Gaetani Saccano ottenne la seguente discendenza:
- Luisa (1637-1708), che fu moglie in prime nozze di Girolamo Branciforte Gioeni, duca di San Giovanni, e dopo essere rimasta vedova si risposò con Lorenzo Lanza Lucchesi. Morto pure questi, si sposò per la terza volta con Giuseppe Branciforte, principe di Butera;
- Teresa († 1649);
- Giovanna (1643-post 1651), che fu educanda nel monastero di San Giuseppe dei Ruffi a Napoli;
- Caterina (1644-1645);
- Ferdinando, duca di San Giovanni (1646-1712), che sposò la nipote Giovanna Branciforte Moncada, da cui ebbe un figlio, Luigi Guglielmo. Da lui ebbe origine il ramo collaterale dei Moncada dei Duchi di San Giovanni;
- Giuseppe, principe di Collereale (1648-?).[2][6]